# Kiến cò
Kiến cò (danh pháp hai phần: Rhinacanthus nasutus) là một cây thuộc Họ Ô rô (Acanthaceae). Cây cao 1–2 m. Thân cây có 6 góc tròn, thân và lá có lông rất mịn, lá có cuống dài 2-5mm, hai đầu thon, 5-6 cặp gân. Chùm tụ tán nhỏ, lá hoa nhỏ khoảng 2mm, đài cao 5mm, có lông trắng, vành trắng, ống dài 2 cm, môi trên cao 1 cm, môi dưới dài cỡ 1,5 cm, 2 tiêu nhị, noãn sào có 4 hạt.
Cây chứa một chất tương tự như axit chrysophanic. Rễ và lá dùng trị bệnh ngoài da, nhất là chứng hắc lào (lác đồng tiền).

## Xuất xứ
Cây bạch hạc mọc hoang ở nhiều tỉnh miền Bắc Việt Nam. Còn thấy mọc ở Ấn Độ, Malaysia, Đông Châu Phi. Có khi được trồng làm cảnh.

## Mô tả
Cây cao 1–2 m. Thân cây có 6 góc tròn, thân và lá có lông rất mịn, lá có cuống dài 2-5mm, hai đầu thon, 5-6 cặp gân. Chùm tụ tán nhỏ, lá hoa nhỏ khoảng 2mm, đài cao 5mm, có lông trắng, vành trắng, ống dài 2 cm, môi trên cao 1 cm, môi dưới dài cỡ 1,5 cm, 2 tiêu nhị, noãn sào có 4 hạt.

## Công dụng
Bạch hạc được sử dụng để điều trị nhiều bệnh như chàm, Herpes, bệnh lao phổi, viêm gan, tiểu đường, cao huyết áp, và các loại bệnh ngoài da khác. Nó cũng rất hữu ích trong điều trị rắn cắn.
Bạch hạc được biết đến với tính chất chống oxy hóa của nó, nghiên cứu cho thấy nó có khả năng điều trị một số bệnh thoái hóa thần kinh - chứng mất trí, đột quỵ,, bệnh Huntington, bệnh Parkinson và bệnh Alzheimer 

Bạch hạc được sử dụng trong thuốc chống côn trùng như là một tác nhân tiềm năng để trừ muỗi vằn và muỗi culex.
Chất chiết xuất của bạch hạc cho thấy có khả năng chống nấm, kháng khuẩn, kháng virut, chống ung thư, kháng viêm, chống tiểu đường và chống tăng huyết áp.

## Thu hái
Người ta thường dùng rễ cây, dùng tươi hay khô làm thuốc. Rễ tươi mới đào bẻ đôi để một lúc lâu sẽ có màu đỏ. Lớp vỏ ngoài dễ bong ra. Mùi hắc nhẹ, vị ngọt tựa mùi sắn rừng.
Mùa hái quanh năm, nhưng tốt nhất vào mùa đông. Đôi khi người ta chỉ dùng vỏ rễ. Có khi dùng cả lá.

## Liều dùng
Nhiều nơi người dân dùng rẽ cây bạch hạc chữa bệnh hắc lào và một số bệnh ngoài da như bệnh chốc lở (impetigo), bệnh mụn rộp loang vòng (herpes circiné), eczema mãn tính.
Dùng rễ tươi hay khô giã nhỏ, ngâm rượu hoặc ngâm dấm trong 7 đến 10 ngày. Rửa sạch các vết hắc lào rồi bôi thuốc này lên.
Có thể nấu thành cao để dùng.

## Hình ảnh

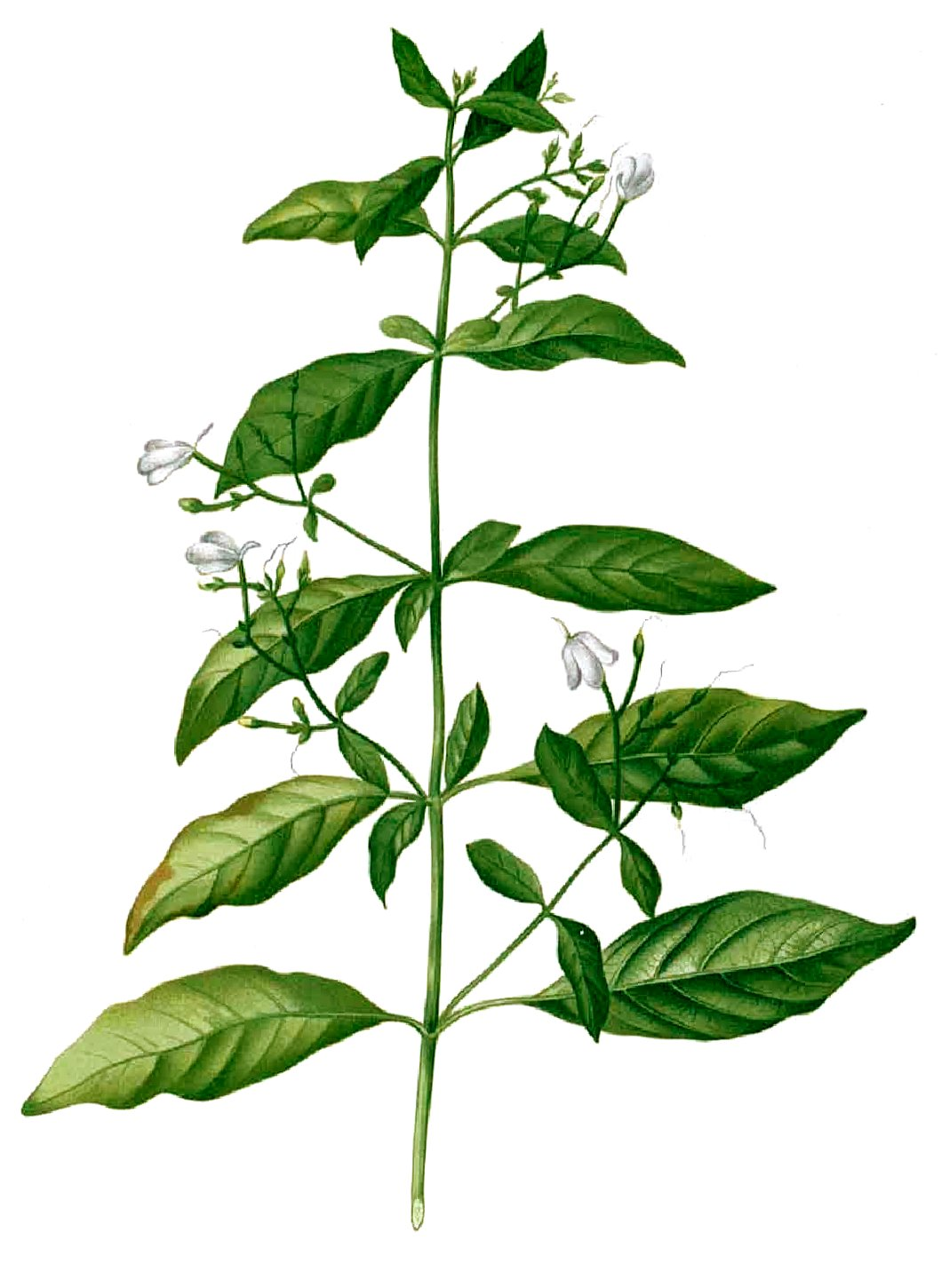
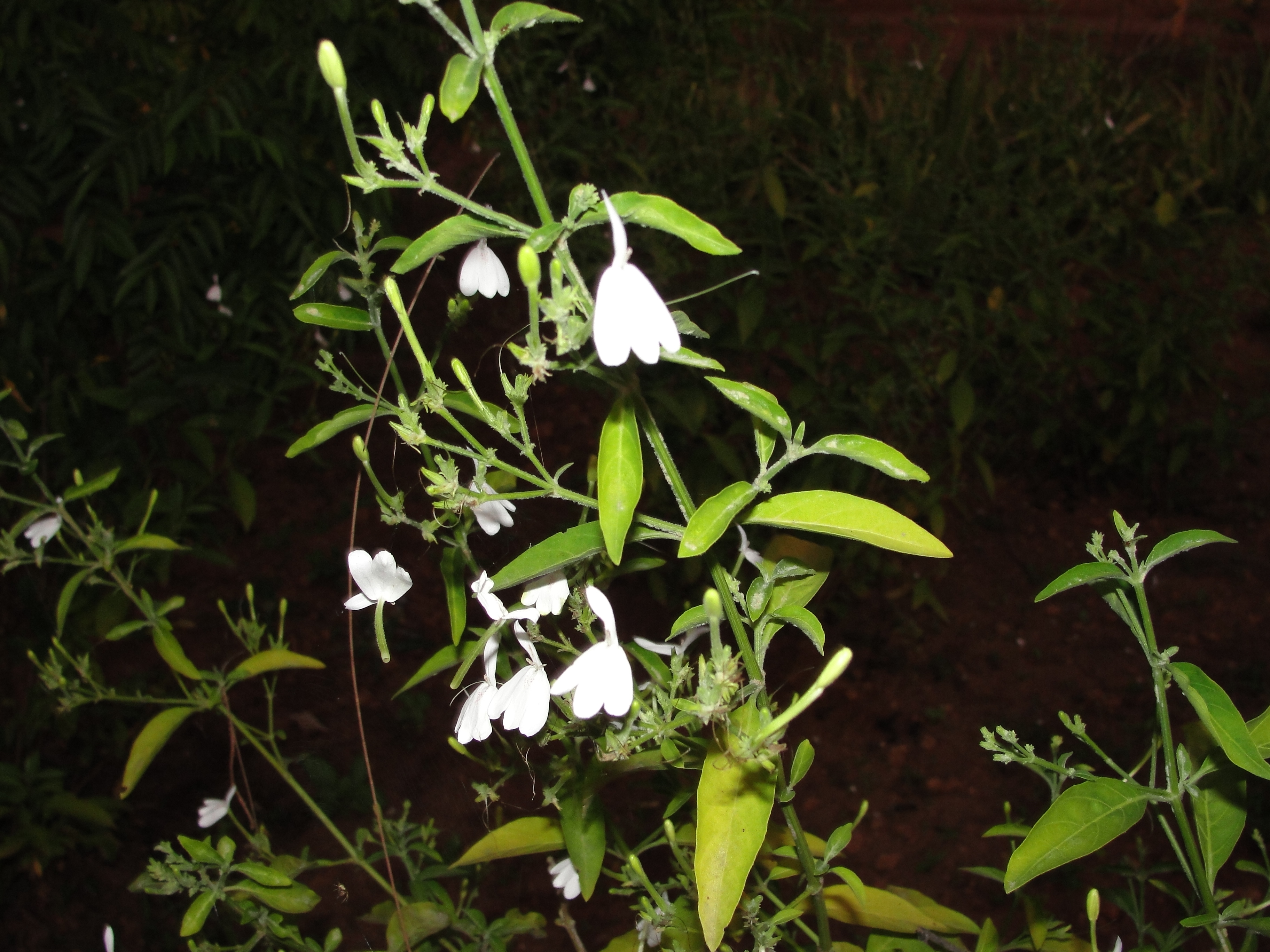
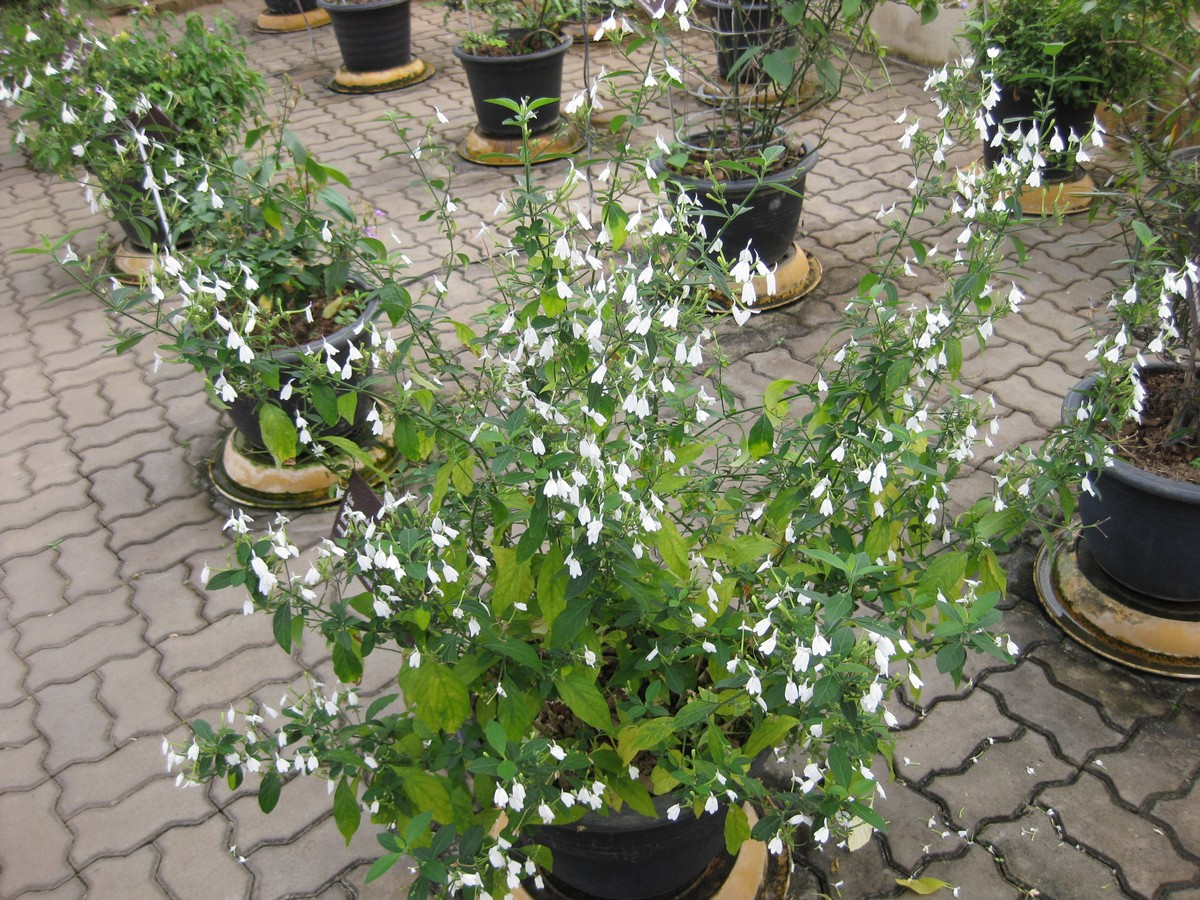
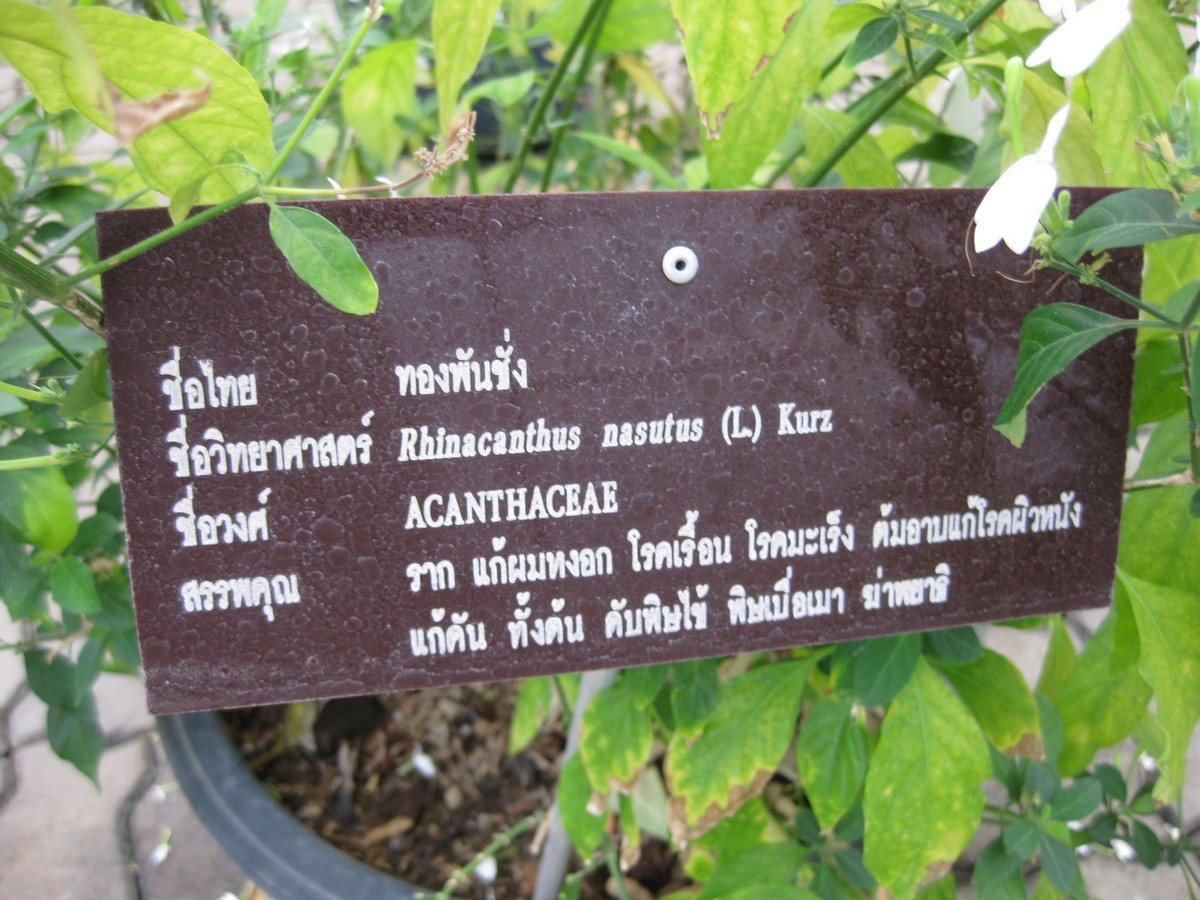
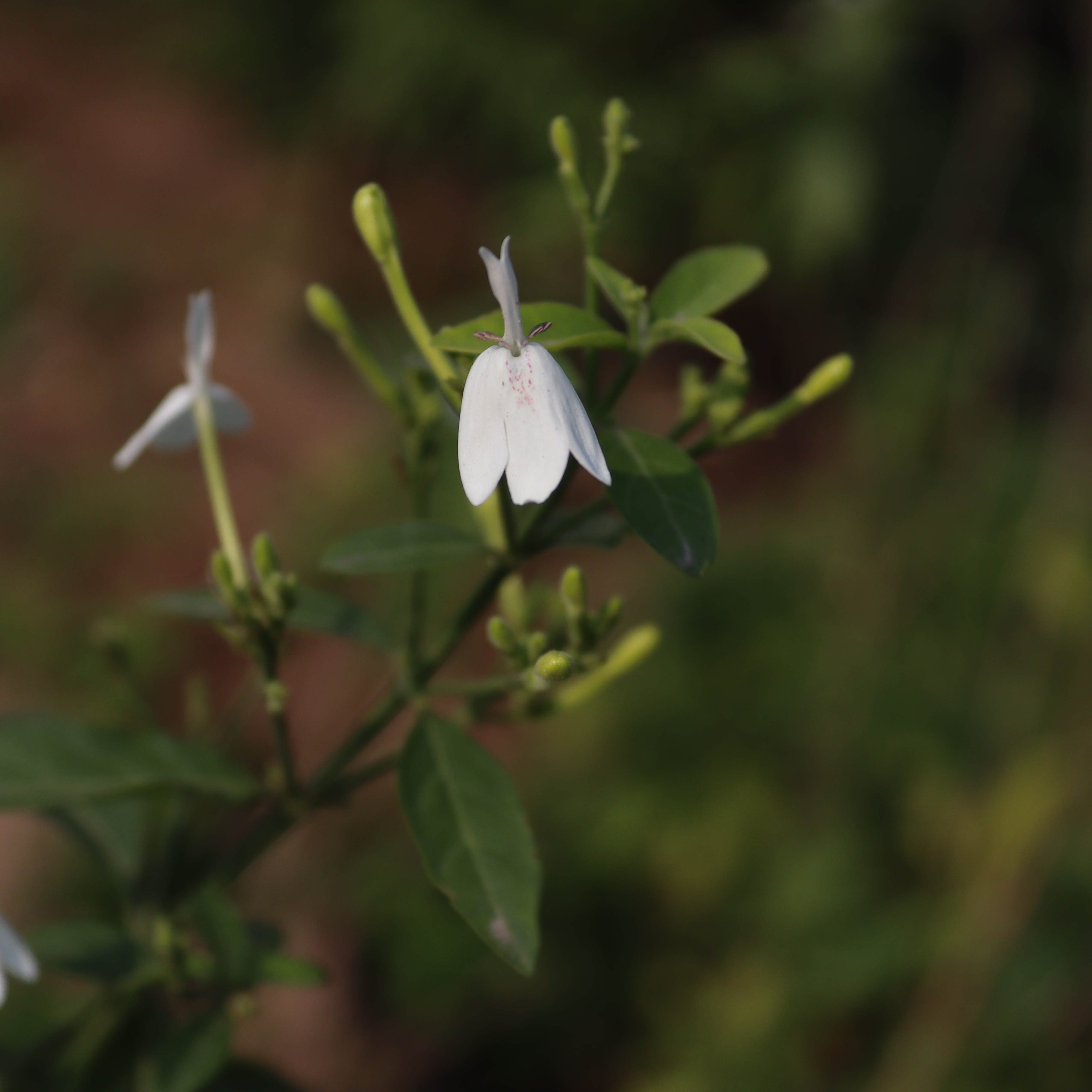
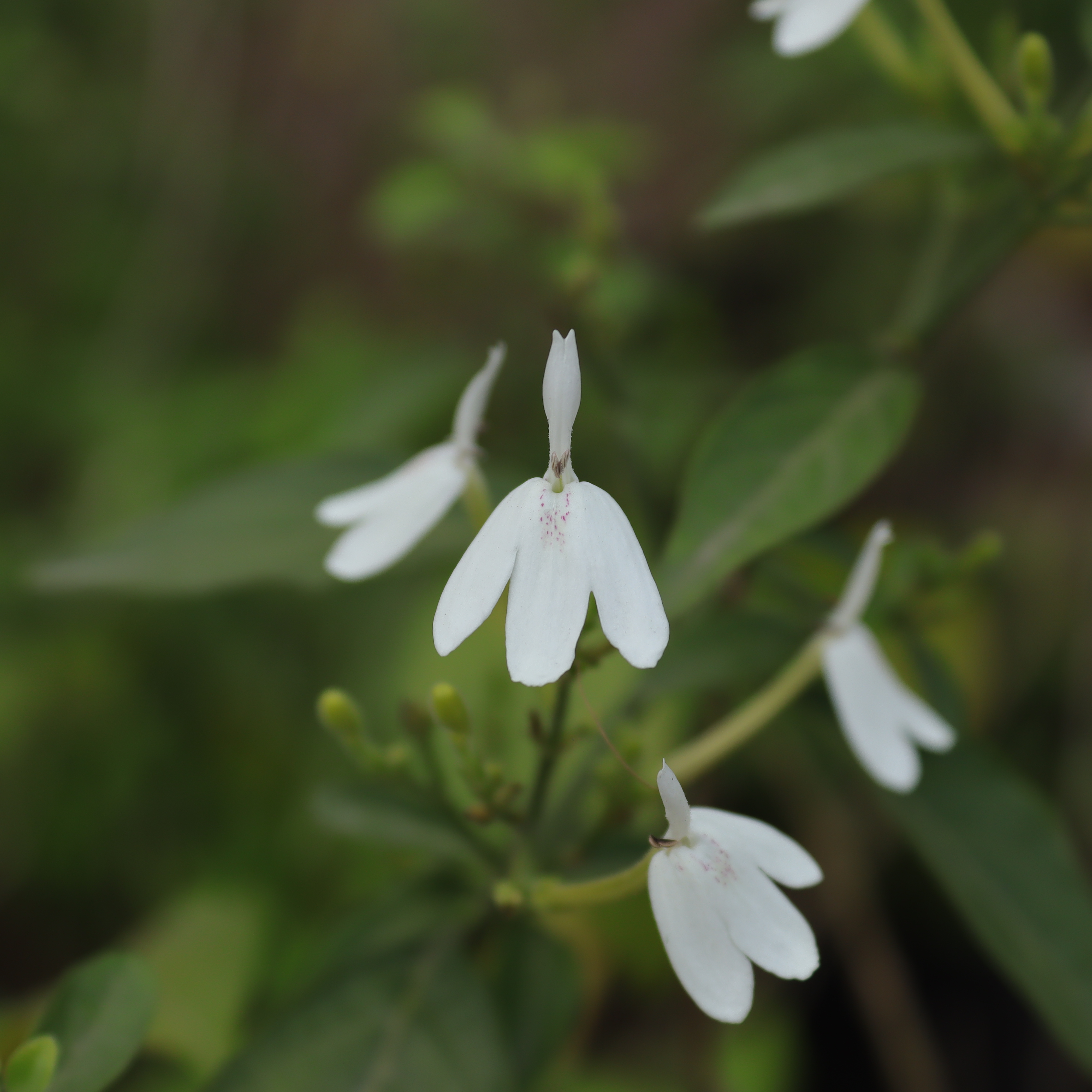
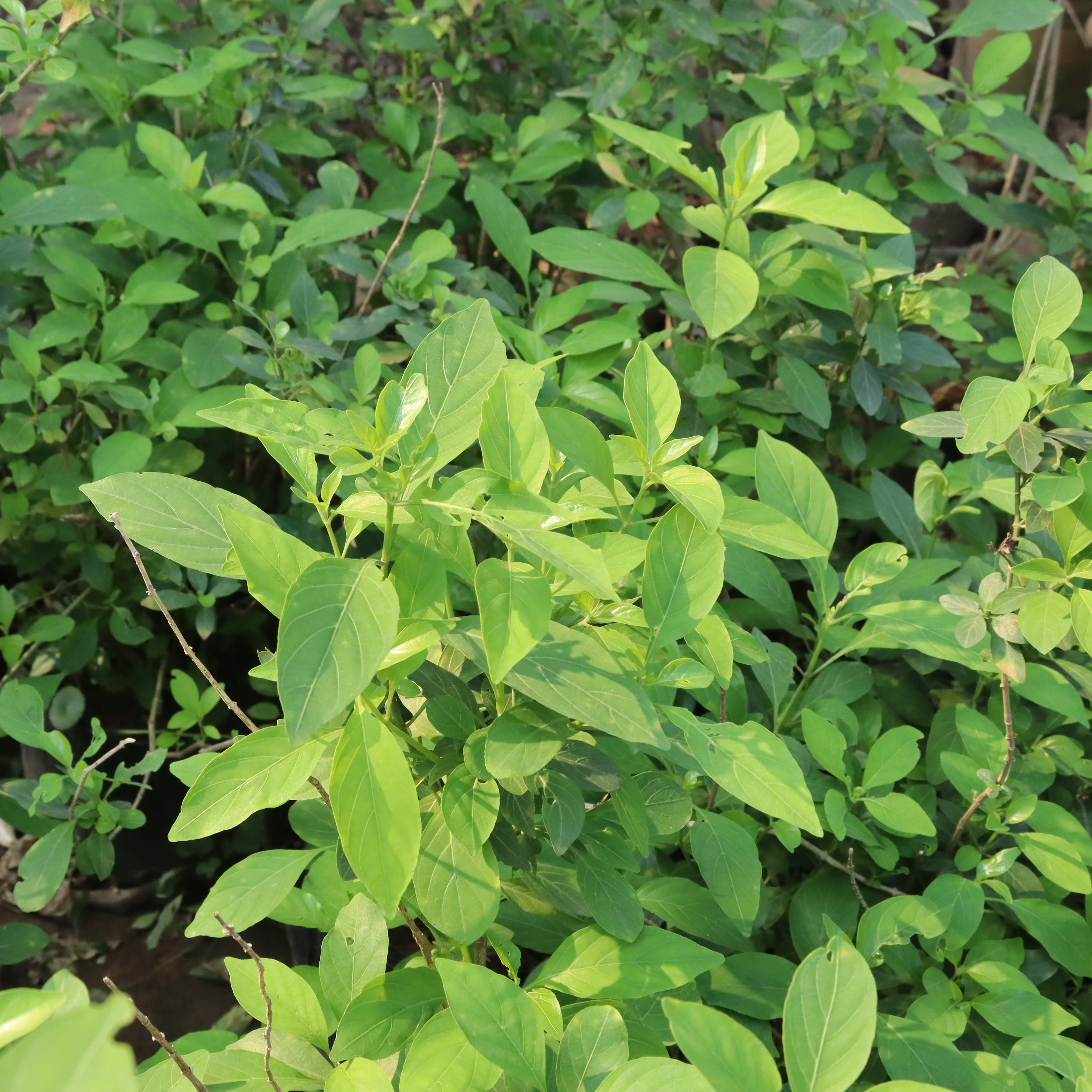
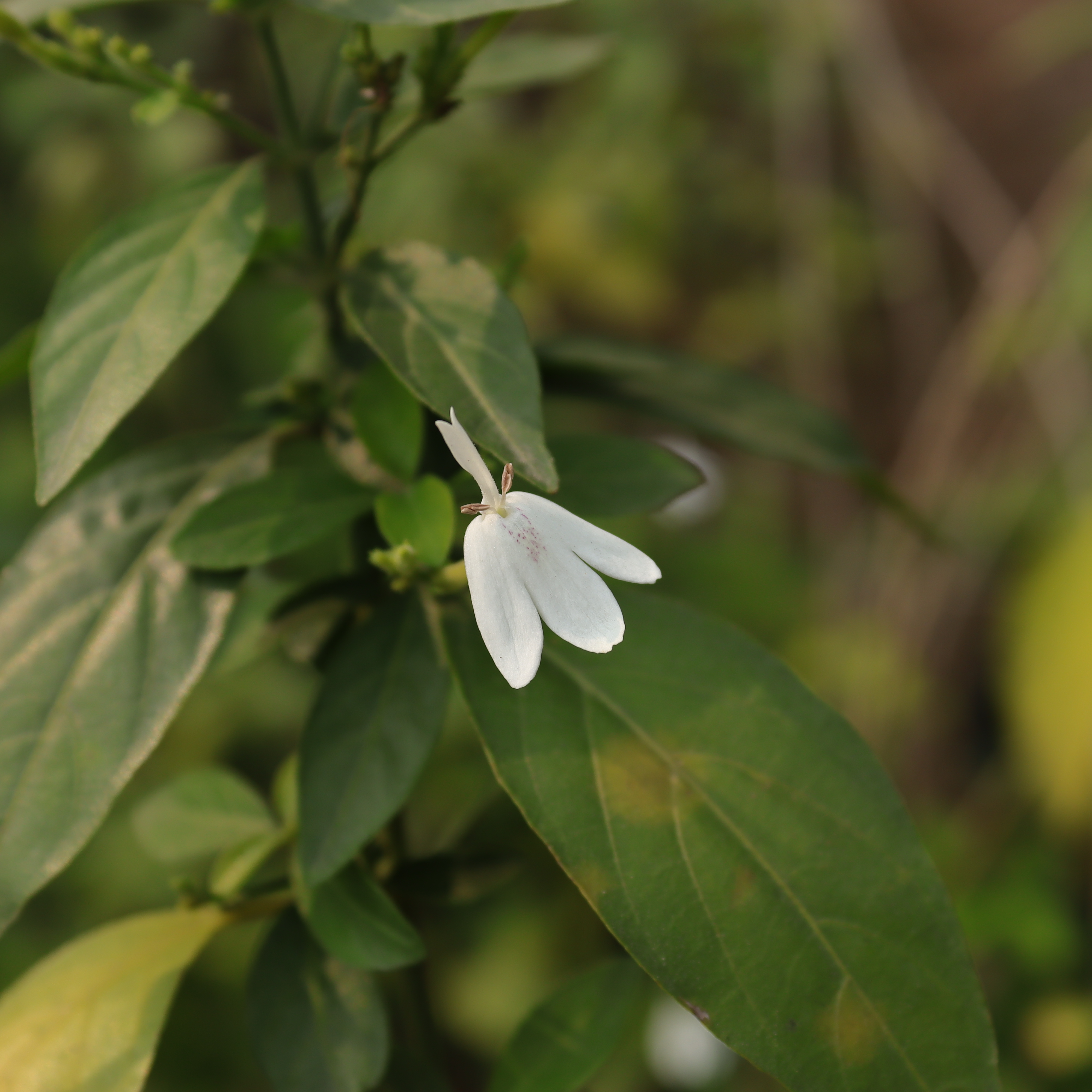